# 여름비 작전
여름비 작전(히브리어: מבצע גשמי קיץ)은 2006년 6월 25일 팔레스타인인 일부가 가자 지구의 국경검문소를 습격하며 이스라엘 병사 길라드 샬리트를 납치함으로서 시작된, 2006년 여름 동안 이스라엘 방위군과 팔레스타인 무장 세력 간의 전투로, 2005년 9월 이스라엘의 가자 지구 철수 이후 가자 지구에서 처음으로 이루어진 대규모 재래전이었다.
이스라엘이 제시한 작전 목표는 가자 지구에서 발사하는 카쌈 로켓이 네게브 사막 서부에 떨어지는 것을 막고, 팔레스타인 무장 단체가 납치한 길라드 샬리트 상등병을 구출하는 것이었다. 이스라엘 정부 발표에 따르면, 가자 지구 철수 후부터 2006년 6월 말까지 이스라엘에 미사일 757개가 떨어졌으며, 이스라엘 방위군은 야포 포격과 공습으로 대응하고 있었다. 길라드 샬리트는 이렇게 이스라엘과 팔레스타인 간 긴장이 고조되던 시기 생포되었다. 여름비 작전 도중 로켓 발사와 야포 포격 횟수는 모두 증가하였고, 이스라엘 방위군은 무장 단체와 무장 단체가 사용하는 기반 시설을 노리고 가자 지구를 여러 번 기습하였으며, 필라델피 경로에 잠입용 터널을 건설하기도 하였다. 작전 첫 날 이스라엘은 가자 지구에 1개밖에 없는 발전소도 폭격하였다.
하마스는 샬리트의 석방을 대가로 이스라엘에게 팔레스타인 죄수 다수를 석방할 것을 요구하였다. 이스라엘은 겉으로는 이러한 요구를 거부하였지만, 8월에는 이집트의 중재 하에 협상이 이루어지고 있다는 보도가 나오기도 하였다. 하지만, 이스라엘이 하마스가 원하는 만큼 죄수를 석방하지 않을 것임을 확실히 하자 협상은 중단되었다.
여름비 작전은 11월 1일 시작된 가을 구름 작전으로 이어졌다. 11월 26일 가을 구름 작전이 끝날 때 이스라엘과 하마스 사이의 휴전이 체결되어 이스라엘은 철수하였으나, 샬리트의 석방에 대해서는 어떠한 합의도 이루어지지 않았다. 휴전은 2007년 파타-하마스 분쟁으로 인해 깨졌다.

## 배경
2005년 이스라엘의 가자 지구 철수 당시 이스라엘군은 영해와 영공을 제외하고 가자 지구에서 전부 철수하였으며, 가자 지구에 건설하였던 이스라엘 정착촌도 전부 퇴거시켰다. 가자 남쪽 국경은 이집트와 유럽연합이 감시하였다. 철수 후 이스라엘로의 카쌈 로켓 공격은 계속되었으며, 2006년 초 이슬람주의 단체 하마스의 총선 승리에 따라 공격 속도는 더욱 증가하였다. 철수 후 2006년 6월까지 이스라엘은 로켓 757개의 공격을 받았으며, 이스라엘은 여기에 야포 포격과 공습으로 대응하였다.
하마스가 정권을 잡은 2006년 3월부터 5월까지, 이스라엘은 로켓 공격을 막기 위해 카쌈 로켓 사격장에 야포 5,100발을 발포하였다. 하마스는 2005년부터 2006년 6월 10일까지 휴전을 선포하였으며, 이 기간 도중 자신들이 이스라엘로 포를 쏘지 않았다고 주장하였으나, 하마스 지도자는 2006년 2월 자신은 다른 단체가 이스라엘에 대한 '무장 저항'을 하는 것은 방해하지 않겠다고 말했다. 이스라엘은 이 발언을 매우 중대하게 받아들였는데, 이는 이스라엘은 기존에 팔레스타인 정부에게 공격을 멈추라고 압박하여, 팔레스타인이 어느 정도 협조하는지를 중요하게 평가하였으나, 하마스는 휴전 선언에도 불구하고 다른 단체를 통해 계속 공격을 감행했기 때문이었다
전체적인 교전은 팔레스타인 내 하마스와 과거 집권당인 파타 간의 권력 투쟁이 원인이었다. 팔레스타인 치안대와 공무원 다수는 파타 소속원이 차지하였는데, 하마스는 이들이 새 정부의 기능을 방해한다고 주장하였다. 팔레스타인 내에서는 2006년 내내 폭력 시위, 충돌, 암살 시도가 이어졌다. 한편 하마스는 이스라엘의 존재 자체를 부정했으며, 팔레스타인 자치 정부와 이스라엘 간 체결한 기존 합의 준수를 거부하였다. 이로 인해 이스라엘 정부와 중동 콰르텟은 하마스 정부에 제제를 가하였다.

### 작전 개시까지의 일자별 사건
- 6월 8일, 이스라엘은 지난 2005년 2월 휴전 협정에 따라 중단되었던, 하마스 주요 인사에 대한 재판 외 살인 정책을 재개하였으며, 동시에 이스라엘 방위군은 이스라엘로 수제 로켓을 주기적으로 발사하던, 인민 저항 위원회 창립자 자말 아부 삼하다나를 암살하였다. 삼하다나는 같은 해 4월 20일 하마스 정권의 국가안보부 장관으로 임명된 바 있었는데, 이스라엘군은 삼하다나의 무장 단체가 이스라엘 공격을 계획하고 있었다고 밝혔다.[17][18] 가자 지구에서는 삼하다나의 암살에 대한 보복으로 사망 직후 이스라엘로 로켓 2발을 발사하여, 스데롯 남부 마을의 건물에 맞았으나, 인명 피해는 없었다.[19]
- 6월 9일, 이스라엘은 로켓 공격에 대응하여 로켓 발사 지점을 폭격하였는데, 폭격 도중 가자 해변에서 폭발이 일어나 8명이 사망하였다.[20][21][22] 폭발 직후 이스라엘 방위군에서 내부 조사를 진행하였으며, 6월 13일 국방부 장관 아미르 페레츠, 비서실장 단 할루츠, 방위군 대장 메이르 클리피는 내사 결과 "야포 포격이 그 지역에 맞았을 확률은 없다"며, 클리피 대장은 오래 된 대포나 팔레스타인이 매설한 지뢰로 인해 폭발이 일어났을 수 있다고 주장하였다.[22] 이와 반대로 휴먼 라이츠 워치는 "우리가 모은 증거에 따르면 이스라엘 야포 포격이 원인이다"며, 팔레스타인인 피해자들이 입은 상처는 일반적인 지뢰나 모래 밑에서의 폭발로는 생길 수 없다고 주장하였다.[22] 한편 이스라엘은 폭발 지점에서 250 m 떨어진 곳에 포격을 가했다고 인정하였으며, 팔레스타인은 이스라엘의 폭격으로 인해 폭발이 발생했다고 주장하였다.[23][24][25][26][27][28][29][30]
- 6월 10일, 하마스는 공개적으로 휴전을 철회하며, 카쌈 로켓 공격을 자신들이 주도했다고 주장하기 시작하였다.[31]
- 6월 13일, 이스라엘이 가자에서 무장대원과 로켓을 싣고 있던 승합차를 공격해 11명이 사망했으며, 옆에 있던 민간인 9명도 같이 사망하였다.[24]
- 6월 20일, 이스라엘 미사일 공격이 가자 지구 자발리야 난민촌의 차량에 맞아 팔레스타인 민간인 3명이 사망하였다.[22][32]
- 6월 24일, 이스라엘 특공대가 가자 지구에 진입해 오사마 무아마르와 무스타파 무아마르를 생포하였으며, 이스라엘은 이 두 명이 하마스 무장대원이라고 주장하였지만, 하마스는 둘이 하마스 지지자의 아들이긴 하지만 하마스 대원은 아니라고 발표하였다. 이 사건은 2005년 9월 이스라엘의 가자 지구 철수 이후 최초로 이스라엘군이 가자 지구 내부를 기습한 작전이었다.[33][34]
- 6월 25일, 무장한 팔레스타인인들이 임시 터널을 이용해 가자 지구에서 이스라엘로 침투해 이스라엘 방위군 초소를 공격하였다. 아침에 진행된 공격 중 팔레스타인 무장원 2명과 방위군 군인 2명이 사망하고, 4명이 부상을 입었다. 팔레스타인 측은 왼손이 골절되고 어깨에 부상을 입은 상등병 길라드 샬리트를 생포하였다. 하마스는 6월 9일 있었던 사망 사건에 대한 대응이라고 주장하였지만, 이스라엘 방위군은 터널 공사에 3~6달은 걸렸을 것이라고 보았다.[35][36]
- 6월 26일, 샬리트를 생포한 집단은 알-카삼 여단, 인민 저항 위원회, 이슬람군 등 여러 단체의 성명을 통해 여성 및 18세 미만인 모든 팔레스타인 죄수를 석방할 것을 요구하였다.[37]
- 6월 29일, 이스라엘 방위군은 가자 지구에서의 활동에 대한 요약을 내놓았다.[38]

2006년 7월 29일 이른 아침, 이스라엘 방위군은 테러 위협을 방해하고 해당 지역의 터널과 폭파 장치를 찾기 위해, 가자 지구 북부에 있는 에레츠 산업 지구에서 토목 작업을 시작하였다.
이와 함께, 이스라엘 방위군은 가자 시티에서 하마스가 무기를 제조 및 보관하기 위해 사용하는 구조물과, 가자 지구 남부 라파 근처에 이스라엘-이집트 국경을 따라 분포하는 터널에 대한 공중 공격을 진행하였다.
이 목표물에 대한 공격 이전, 가자 지구의 거주민의 안전을 보장하기 위해, 이스라엘 방위군은 테러 조직이 무기를 보관하기 위해 사용하는 구조물에 머무르지 말라고 경고하였다.
테러 조직은 민간인 인구 내부에서 활동하며, 냉소적으로 관련 없는 민간인을 이용하며, 인간 방패로 사용하고, 그들의 집을 무기를 저장하기 위해 이용하며, 인구 밀집 지역에서 이스라엘 마을을 향해 로켓을 발사한다.

이스라엘 방위군은 길라드 샬리트 상등병의 귀환을 위한 조건을 만들고, 이스라엘을 향한 테러 공격과 미사일 발사를 막기 위해 테러 조직과 테러 기반 시설에 대해 계속해서 단호하게 행동할 것이다.

## 작전 진행

### 해상 봉쇄
6월 26일, 이스라엘 해군은 샬리트를 데리고 해상으로 탈출하지 못하도록 가자 지구를 해상 봉쇄하였다. 이스라엘 해군은 가자 지구 해안가 순찰 횟수를 늘렸고, 샬리트를 데리고 나올 가능성에 대비한 계획을 세웠다. 팔레스타인 고속정은 가자 지구 앞바다에서 운항하지 못했으며, 어선 소수만 운항할 수 있었다.

### 가자 남부 진입
2006년 6월 28일, 이스라엘군은 샬리트를 찾기 위해 칸유니스에 진입하였다. 이스라엘 F-16 전투기 4대가 시리아의 대통령 바샤르 알아사드의 라타키아 관저 위를 비행하였는데, 이스라엘 방위군 대변인은 이를, 시리아 지도층을 테러 지원자로 보는 이스라엘의 관점과, 하마스 지도자 칼레드 메샬이 시리아에 체류 중인 것에 관련한 상징적인 행동이라고 밝혔다. 이스라엘의 작전 준비 과정에서 이집트 정부는, 샬리트의 이집트로의 교환 가능성 대비와, 국경을 통한 대규모 난민 유입을 막기 위해, 가자 지구와의 국경에 경찰관 2,500명을 배치했다고 밝혔다.
작전 극초반에는 팔레스타인 내 여러 민간 시설이 공격 대상이 되었다. 다리 여럿이 가자 지구를 실질적으로 반으로 가르기 위해 파괴되었고, 가자 지구에 유일한 발전소에 미사일 9발이 명중한 후 가자 지구 내 전력 공급량은 65%로 감소하였다. 이스라엘 지상군은 야세르 아라파트 국제공항을 점령하였다. 하마스 훈련소에 대한 공습도 이루어졌으나, 사망자가 발생하지는 않은 것으로 알려져 있다.
대응으로서 인민 저항 위원회는 서안 지구 이타마르 정착촌에서 18세 남성 엘리야후 아셰리를 납치했으며, 침공을 계속할 경우 죽이겠다고 발표하였다. 6월 29일 방위군 공병대와 신베트 요원들은 라말라 바깥 개활지에 버려진 차 내에서 총에 맞아 죽은 야세리의 시신을 발견했다. 사망 추정 시각이 6월 26일 경이었기 때문에, 인민 저항 위원회의 인질 주장은 사실이 아니었던 것으로 추정하고 있다. 또한 인민 저항 위원회는 자신들이 공격을 진행했다고 발표했지만, 이스라엘 방위군은 납치를 수행한 단체는 파타였던 것으로 보았으며, 이와 관련해 방위군은 아셰리 살해 혐의로 알아크사 순교 여단 소속 팔레스타인인 4명을 체포하였다.
알아크사 순교 여단은 리숀레지온에서 또 다른 이스라엘인 노아 모스코비치를 납치했다고 발표하였지만, 이후 마지막 목격이 이루어진 장소에서 자연사한 시신이 발견되었다. 알아크사 순교 여단은 공세로 인해 팔레스타인 민간인이 사망할 경우, 해외의 이스라엘 공관을 공격하겠다고 위협하였다. 그 날 밤 이스라엘 방위군은 가자 지구에 야포 폭격을 가해, 무기 저장고 두 곳을 파괴하였다.

### 가자 지구 북부 침투
6월 28일 밤, 이스라엘 방위군 부대와 전차가 가자 지구 북부 국경에 밀집하였으며, 이스라엘이 카쌈 로켓 발사 지점이라고 주장하는, 여러 전락적 요충지를 점령할 준비를 취했다. 카쌈 로켓의 이스라엘 공격은 계속되었기 때문에, 6월 29일 이른 시각에는 해군 함정 몇이 카쌈 로켓 발사 지점을 포격하였다. 이스라엘이 주요 로켓 발사지로 추정하던 가자 북부의 베이트라히아와 베이트하눈에는 민간인에게 집을 떠나라는 전단이 살포되었다.
가자 시티에 있는 친하마스 기관인 이슬람 대학에서는 여러 명이 폭발과, 이스라엘 전차, 병사, 불도저가 가자 지구 북부에 진입하는 모습을 보았다고 말했다. 직후 이집트에서 협상을 위해 시간을 더 달라는 요청이 있자, 이스라엘 방위군은 무장 단체에게 샬리트를 돌려 보낼 마지막 기회를 주기 위해 2단계 작전을 잠시 중지한다고 발표하였다.

### 하마스 정부 요인 체포
6월 29일, 이스라엘군은 하마스 요인 64명을 체포하였으며, 여기에는 팔레스타인 자치 정부 내각 장관 5명과 팔레스타인 입법회 의원 20명 가량이 포함되어 있었는데, 구체적으로는 재무부 장관 오마르 압드 알라자크, 노동부 장관 모하마드 바르고티, 종무부 장관 나예프 라조브, 파타 소속 전 서안 지구 독재자 지브릴 라조브의 형제, 동예루살렘 의회 의원, 하마스의 제2인자 무함마드 아부 티르, 각 지역 의회 의원, 나블루스, 베이타, 칼킬리야의 시장 등이었다. 이스라엘이 체포한 하마스 내각 구성원은 전체의 3분의 1 이상이었으며, 이로 인해 하마스 관계자 다수가 잠적하였다.
이스라엘 방위군은 성명을 통해 체포한 하마스 요인은 "병사의 귀환을 위한 협상 재료가 아니며, 단순히 테러 조직에 대한 작전이었다"고 밝혔다. 이스라엘 국토부 장관 빈야민 벤엘리에저는 팔레스타인 총리 이스마일 하니야가 공격이나 체포되지 않는 것은 아니라고 경고하였으며, 이스라엘 정부에 따르면 체포한 하마스 요인들은 심문을 통해 최종적으로 기소되었다. 이스라엘 부총리 시몬 페레스는 하마스 요인 체포에 대해 설명하며 "체포는 임의로 이루어진 것이 아니다. 재판에 넘겨질 것이며, 국제적으로 공인된 사법 체계에 따라 스스로를 방어할 수 있을 것이다"고 발언하였다.
하마스 요인 체포 계획은 시행 전 몇 주에 걸쳐 계획되었으며, 법무부 장관 메나쳄 마주즈의 승인을 거쳐, 6월 28일 신베트 대표 유발 디스킨이 에후드 올메르트 총리에게 체포 대상자의 이름 목록을 상정하였다. 마주즈 장관은 체포 대상자를 테러 활동 방지 실패와 테러 조직 가입 혐의로 기소하고, 다른 가자 지구 거주민과 동일하게 군법에 따라 재판하겠다고 결정하였다.
8월 6일, 이스라엘군은 팔레스타인 입법회 대변인 아지즈 드웨이크를 서안 지구의 자택에서 구금하였다. 드웨이크는 하마스의 주요 인사로 분류되었으며, 라말라에 있는 자택을 이스라엘 군용 차량이 포위한 다음 체포되었다.

### 폭격 단계
이스라엘 방위군은 6월 30일부터 가자 지구를 향해 여러 정밀 폭격을 실시하였다. 이스라엘 전투기는 자정 즈음 수십 번 폭격을 실시해, 가자 지구 내 파타와 하마스 사무실, 도로, 평야를 공격하였다.
이스라엘 공군은 가자에 있는 팔레스타인 내무부를 공격하였다. 이스라엘 방위군은 내무부 장관 사이드 세얌의 집무실을 공격한 것이라고 확인하였으며, 이 장소를 "테러 활동을 계획하고 지시하는 장소"라고 불렀다. 직후 가자 남부에 주둔하던 방위군에게 대전차 무기를 소지한 무장 단체원 일부가 접근하였으며, 이스라엘군은 발포하여 2명에게 부상을 입히고 무장 단체가 철수하게끔 하였다.
팔레스타인 내무부 관계자이자 무장 단체 대표였던 칼레드 아부 리알의 사무실에도 미사일 3발이 명중하였다.
이스라엘이 팔레스타인 총리 이스마일 하니야에게 샬리트 상등병을 석방하지 않을 경우 암살 대상이 될 수 있다고 경고한 후, 7월 2일 이스라엘 전투기가 총리 집무실 미사일 2발로 공격하였다.
7월 12일 방위군이 가자에서 실시한 폭격으로 인해 가족 9명이 숨졌는데, 이스라엘군 대변인은 모하메드 데이프 주도의 무장 단체를 사살하려고 했던 것이며, 폭격 대상 건물에 가족이 사는지는 알지 못했었다고 밝혔다.

### 이스라엘로의 곡사 탄도 포격

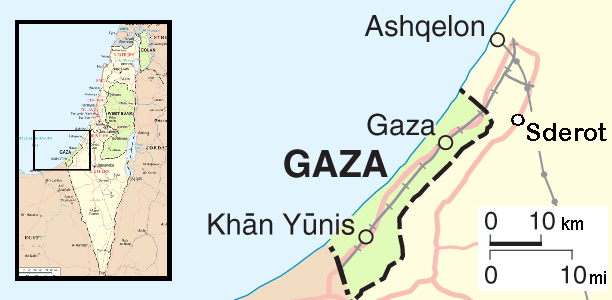
여름비 작전 시기 분쟁 지역이었던 가자 지구와 가자 지구 북부의 이스라엘 영토.

7월 4일, 팔레스타인 무장 단체가 발사한 카쌈 로켓이 최초로 아슈켈론까지 도달하였다. 로켓은 아무도 없던 운동장에 맞아, 인명 피해는 발생하지 않았다. 다음 날 카쌈 로켓 두 발이 아슈켈론 남부에 명중해, 민간인 8명이 부상을 입었다. 이스라엘 방위군은 대규모로 가자 지구 북부로 진입하여, 무장 단체를 남쪽으로 밀어내 아슈켈론을 사정권 바깥으로 내보내려고 하였다.
카쌈 로켓은 가자 북쪽에 있는 네티보트, 사아드, 크파르 아자와, 네게브 사막에 있는 여러 작은 마을에도 도달하였다.

### 장기적 대응
7월 5일, 이스라엘 안보 내각은 가자 지구에서 장기적이고 점진적으로 군사 작전을 수행하자고 제안하였다. 내각 회의 이후 발표된 성명에서는 길라드 샬리트 상등병의 생포와 이스라엘로의 로켓 공격이 계속되는 상황을 고려하여, "팔레스타인 자치 정부 및 하마스의 운영 방식과 게임의 규칙에 변화를 가져올 준비가 이루어질 것이다"는 내용이 담겼다.
그 날 밤 이스라엘 방위군은 서안 지구 아리엘 근처의 산업 지구에 침입한, 폭발물 허리띠를 맨 팔레스타인인을 체포하였으며, 방위군은 이 인물이 이스라엘 주요 도시를 향해 가던 팔레스타인 택시를 타고 있었다고 밝혔다.

### 가자 지구 북부의 지상 작전
7월 6일 이스라엘 방위군의 골란 여단은 이스라엘 공군 전투기와 야포 포격 지원을 업고, 과거 정착촌이 있던 두깃, 니사니트, 엘레이 시나이 지역을 재점령하였다. 근처 팔레스타인 마을 베이트라히야에도 이스라엘군이 진입했는데, 당시 마을 주민은 Ynet과의 인터뷰에서 "미친 광경이다, 모두가 모두에게 총을 쏜다"며, "군인이 나무에서도, 지붕에서도 나온다. 주민들은 집을 떠나야 할지 남아야 할지를 모른다"고 말했다. 이스라엘 전차와 헬리콥터는 가자 지구에 진입하며 무장 단체를 향해 공격을 가했으며, 팔레스타인 무장 단체는 자동 무기 사격으로 대응하였다.

### 11월 이스라엘의 베이트하눈 작전
여름비 작전은 11월 1일 개시된 가을 구름 작전으로 이어졌다. 11월 26일 가을 구름 작전이 종료될 때, 이스라엘은 가자 지구에서 철수하였으며, 하마스와 이스라엘 간에 휴전이 체결되었다. 샬리트의 석방에 대해서는 어떠한 합의도 이루어지지 못하였다. 이스라엘 정부는 이 휴전이 간신히 유지되었으며, 2007년 5월 다음 분쟁이 터질 때까지 매달 평균적으로 로켓 45발이 이스라엘을 향해 발사되었다고 밝혔다. 이 시기 하마스는 이스라엘로 발사되는 로켓은 자신들이 아니라고 밝혔으며, 이스라엘 또한 가자 지구로의 포격을 삼갔다. 휴전은 파타-하마스 분쟁이 격화하며 완전히 깨졌다.

## 가자 지구 민간인의 영향
팔레스타인 관계자는 파괴된 발전소를 수리하는 데는 1500만 달러가 필요하며, 6개월 가량 걸릴 것이라고 밝혔다.
팔레스타인 환경 NGO 네트워크에 따르면, 군사 작전 중 기반 시설 파괴로 인해 생긴 공공 보건, 안전, 환경 위험은, 물 부족, 식수 오염, 정화되지 않은 폐수의 유출로 인한 지하수 오염, 농지 오염으로 인한 경작 불가 등이 있다. 이스라엘 인권 운동 기구 베첼렘은 이스라엘군이 가자 북부 베이트하눈 침투 중 팔레스타인 민간인 6명을 인간 방패로 사용하였다고 주장하였다.
6월 29일, 이스라엘 방위군은 전단과 방송을 이용해 다음 문구를 가자 주민들에게 전달하였다.
이 지역의 민간인들에게: 이스라엘 방위군은 가자 지구 전반으로 작전을 확장하며, 이에 따라 필요한 기간 동안 당신의 지역에서 군사 활동을 수행한다. 작전은 생포된 군인 길라드 샬리트가 잡혀 있는 위치를 찾아, 구조하고, 이스라엘 시민을 지속적으로 방위하기 위해서이다. 우리 군에 대항하는 활동에 관여하지 않은 민간인을 해치지 않겠다는 우리의 의사에 따라, 스스로의 안전을 위해, 이스라엘 방위군의 작전 구내를 피하고, 이스라엘 방위군의 지시에 주의를 기울여라. 생포된 군인을 안전히 집에 보내기 위한 임무를 위한 이스라엘 방위군의 활동을 방해하는 경우 그 누구라도 위험에 처할 수 있다.(굵은 글씨는 원문을 따름)

### 인도주의적 위기
작전 초기 가자 지구로 들어가는 모든 국경검문소는 폐쇄되었으며, 전기를 간이 발전기로 충당하였기 때문에 주유소의 재고도 빠르게 바닥났다.
6월 29일, 유엔 중동 평화 과정 특별 조직자와 팔레스타인 해방기구에서의 사무총장 특수 대표를 겸직하던 바로 데 소토는 가자 내 연료가 2~3일이면 바닥날 것이며, 이로 인해 하수도가 멈출 것이라고 보고하였다. 유엔 고위층에서는 가자 지구에 식량이 2주분 정도 남았을 것이라고 추정하였다.
6월 29일, 유엔 인도주의 업무 조정국 사무차장 얀 에옐란은 "팔레스타인과 이스라엘 모두 뭘 하는지 우리한테서 숨길 수는 없다. 우리는 어린이 등 무방비 민간인의 미래를 갖고 노는 모습을 끔찍하게 생각한다"며, 가자가 3일 내로 인도주의적 위기를 맞을 것이라고 경고하였다.
연료 부족으로 인해, 가자 지구 내 22개 병원 모두 임시 발전기를 통한 전력 충당이 일주일 후부터 불가능해질 것이며, 평균적으로 수술 200건 가량이 취소 또는 연기되었다. 또한, 신부전을 앓는 환자 250명은 전기 부족으로 투석 기기를 사용하지 못해 사망할 것이라는 우려도 있었다.
7월 2일 이스라엘은 주요 화물 검문소인 카르니 국경검문소를 개방하여, 식료품, 약품, 연료를 실은 트럭 50대가 가자 지구로 진입할 수 있게 하였다. 가자 북서부에 있는 나할 오즈 국경검문소에서는 연료를 실은 트럭이 가자로 진입하기도 하였다. 다음 날 이스라엘은 보안 문제를 이유로 카르니 검문소를 다시 폐쇄하였다.
7월 20일 유엔 인권 이사회 특별 조사 위원 폴 헌트는 가자에 대한 이스라엘의 공격이 국제 인도법 위반이라며, 이스라엘을 전쟁범죄 혐의로 조사해야 한다고 주장하였다. 헌트는 "가자 발전소 파괴는 가자 내 모든 거주민, 특히 어린이, 환자, 유아, 노인의 건강과 안전 보장과 합치하지 않는다"고 말하였다.
7월 24일 이스라엘은 카르니 국경검문소를 부분적으로 재개방하였으며, 팔레스타인 자치 정부는 라파 국경검문소도 이틀 내로 개방될 것이라고 보았으나, 라파 검문소는 한 달 후인 8월 25일 24시간 동안 개방되었으며, 이 기간 중 2,500명이 가자로 들어가고, 1,500명이 가자에서 나왔다.

## 인명 피해
분쟁을 통틀어 이스라엘 군인 5명이 사망하였는데, 여기에는 최초 국경검문소 공격 시 사망한 2명과, 아군 사격으로 인해 사망한 1명이 포함되어 있다. 이스라엘 민간인은 6명이 사망하고 40명 가량이 부상을 입었다. 이스라엘 비영리 기구 베첼렘에 따르면, 2006년 6월 28일 기준 사망한 팔레스타인은 총 416명으로, 6월 30일에 1명, 7월에 164명, 8월에 60명, 9월에 26명, 10월에 48명, 11월에 117명이 사망하였다. 하마스 소속 알-카삼 여단은 2006년 11월 25일 기준 전투원 중 124명이 사망했다고 확인하였다. 이스라엘 정부는 사망한 비전투원은 대부분 십자 포화에 휘말렸거나 표적 사살 과정에서 사망했다고 밝혔다. 이스라엘의 습격 중 무장 단체를 공격하던 중 주변의 민간인이 사망하기도 했으며, 팔레스타인 구급대원들은 이스라엘군이 간혹 자신들에게 사격을 가해, 구급차가 부상자에게 다가가지 못하게 했다고 주장하였으나, 이스라엘 정부는 이에 대해 무장 단체가 구급차를 무기 공급 및 공격 수단으로 사용했다고 주장했다. 팔레스타인 무장 단체는 보통 주택을 거점으로 활동하였는데, 대부분은 버려진 주택이었으나, 일부 피난을 거부한 가족들은 부상을 입거나 사망하였다. 사망한 팔레스타인인 다수는 전투원인지 민간인인지가 확실하지 않았기 때문에, 사망자 수를 종류별로 분류하는 데는 어느 정도 어려움이 있다. 이스라엘군과의 대치 과정에서 팔레스타인 경찰관 6명과 대통령 경호원 2명이 사망하였다.

## 이후
휴전 선포 시점인 11월 26일부터 12월 21일까지 이스라엘을 공격한 카씸 로켓은 60개가 넘는다.
이스라엘 신문인 예디오스 아로노스는, 하마스 고위 관계자가, 하마스가 휴전에 동의한 이유는 '회복하기 위해 조용한 시간이 필요했기 때문'이었다고 말했다고 밝혔으며, 아부 압둘라는 "싸우지 않는다고 해서 평화를 말하지는 않을 것"이라고 말했다.
2007년 3월 말부터 4월 초까지 이스라엘군은 가자 지구에서 습격을 진행했다. 4월 21일, 이스라엘군의 서안 지구 습격으로 인해 무장 단체원 3명을 포함해 5명이 사망하자, 팔레스타인 무장 단체는 이스라엘로 로켓 3발을 발사하였으며, 이스라엘은 공습으로 대응해 무장 단체원 1명을 사살하였다.
2007년 5월, 팔레스타인에서 이스라엘 마을로의 포격을 재개하였으며, 3일에 걸쳐 로켓 70개를 발사하였다.

## 국제적 반응

### 팔레스타인
- 하마스: 하마스군은 팔레스타인인에게 봉기할 것을 촉구하며, "죽으러 온 적과 싸워라. 소총을 들고 저항하라"는 선포문을 남겼다.[94] 2006년 7월 6일, 팔레스타인 자치 정부 내무부 장관 사이드 시얌은 팔레스타인 정부 최초의 동원령을 선포하며, 모든 치안대 대원에게 "이 공격적이고 비겁한 시온주의 침공에 대항해 일어설 종교적 및 도덕적 의무"를 수행하라고 촉구하였으나, 당시 치안대 대원 다수는 하마스에 반대하는 파타 소속이었다.
- 파타: 마흐무드 압바스는 다리와 발전소에 대한 공격을 비판하며, "민간 기반시설을 공격하는 것은 팔레스타인인에 대한 연좌 처벌이며 인도주의적 범죄이다"라는 발언을 남겼다.[95]

### 이스라엘
- 이스라엘: 워싱턴 D.C. 주재 이스라엘 대사관 대변인 데이비드 시겔은 "이스라엘은 모든 외교적 선택지를 소모하면서까지 할 수 있는 모든 조치를 취했으며 마흐무드 압바스에게 생포한 이스라엘인을 돌려보낼 기회를 주었다... 이 작전은 길라드 샤리트를 돌려보낸다면 당장이라도 멈출 수 있다"고 말하였다.[96] 총리 에후드 올메르트는 이스라엘의 가자 공격에 대해 "가자에서 일어나는 일은 내가 전부 책임진다. 나는 가자에서 누구도 밤에 잠들 수 없었으면 한다. (우리가) 어떤 기분인지 알았으면 한다"고 설명하였다.[97]

### 국제 기구
- 국제앰네스티: 이스라엘군이 가자 지구에서 민간인의 재산과 기반 시설을 고의로 공격하는 것을 전쟁범죄로 규정하며,[98] "이스라엘군이 가자 지구에서 행하는 무자비한 파괴와 연좌를 멈추라"고 촉구하고, "다리 3개와 전기망 파괴는 (중략) 가자 지구의 인구 절반을 전기 없이 남겼으며 보도에 따르면 수도 공급에도 악영향을 끼쳤다"는 성명을 내놓았다.[99] 또한, "팔레스타인 무장 단체에 의한 길라드 샬리트 상등병의 인질화와, 18세 정착민 엘리야후 아셰리의 사살은 국제법의 기본 원칙을 침해한다. 길라드 샬리트 상등병은 즉시 안전하게 석방되어야 한다"는 의견을 남기기도 하였다.[98]
- 아랍 연맹: 대변인 알라 루슈디는 이 작전이 "파괴에 의한 것이던지 민간인의 사살에 의한 것이던지, 팔레스타인 사람에 대한 이스라엘의 공격적 정책의 일부다"고 발언하였다.[100]
- 유럽연합: 외부 관계 위원 베니타 페레로발트너는 "둘 모두 통제할 수 없는 재앙이 되기 직전에서 한 발짝 물러나야 한다"고 말하였다.[101]
- 유엔: 2006년 7월 6일 유엔 인권 이사회는 이스라엘의 서안 지구 및 가자 지구에서의 군사 작전을 국제법 위반으로 규정하여 개탄하는 결의안을, 찬성 29, 반대 11, 기권 5로 통과시켰다. 결의안에는 "모든 당사자가 국제인도법의 규칙을 준수하고, 민간인에게의 폭력을 자제하며, 어떠한 상황에서도 모든 억류된 전투원 및 민간인을 제네바 협약에 따라 대우할 것을 촉구"하는 내용이 담겼으며, "팔레스타인 내각 관료, 팔레스타인 입법회 구성원, 다른 공무원, 또는 다른 민간인에 대한 자의적인 체포"에 대한 우려도 담겼다.[102] 7월 13일 유엔 총회에 이스라엘의 군사 작전을 비판하는 결의안이 상정되었으나, 미국이 거부권을 행사하였다.[103]

### 다른 국가
- 중국: 외교부 대변인 장위는 심화되는 인도주의적 위기에 우려를 표하며, 이스라엘에게는 "군사 활동을 즉각 중단할 것"을, 팔레스타인에게는 "인질을 가능한 한 빠르게 석방할 것"을 촉구하였다.[104]
- 러시아: 외교부 장관 세르게이 라브로프는 이스라엘에게 자제를 요구하는 동시에 샤리트의 무조건 석방을 촉구하며, "자제를 통해, 국제사회의 개입과 함께, 대화 재개로 이어질 수 있으며, 양 측 모두 "로드맵"의 시행으로 돌아갈 수 있다"고 발언하였다.[105]
- 스웨덴: 스웨덴 총리 예란 페르손은 "이스라엘이 감쌀 수 없는 행동을 저질렀다"고, "팔레스타인이 한 일에 비해 형평적이지 않다"며, "저렇게 들어가서 정부와 의회 구성원 일부를 제거하는 것은 국제법에 맞지 않는다"고 말하였다. 또한, 포로 교환 가능성에 의문을 제기하며, "상황이 갈수록 악화하며 이스라엘과 팔레스타인 사이의 대화는 실질적으로 불가능하다. 뻔하다"고 주장하였다.[106][107]
- 시리아: – 시리아 정부 관계자는 "이러한 공격적인 작전은 도발이며 정당하지 않다. 만약 저들의 목표가 하마스의 지도층에 이스라엘 군인의 납치 책임을 지우려는 것이라면, 이스라엘은 논리의 경계를 넘는 추악한 실수를 저지르는 것이다"고 말했다.[108]
- 미국: 백악관 대변인 토니 스노우는 "이스라엘은 스스로와 자기 시민의 생명을 지킬 권리가 있다... (하지만) 미국은 이스라엘 정부가 취할 어떤 조치라도 무고한 민간인이 피해를 입지 않고 불필요한 재산 및 기반 시설의 파괴를 피할 것을 촉구한다"고 발언하였다.[109] 미국은 이스라엘의 군사 작전을 비판하는 유엔 결의안에 거부권을 행사하였다.[103]

## 같이 보기
- 2023년 이스라엘-하마스 전쟁